# 매너하우스

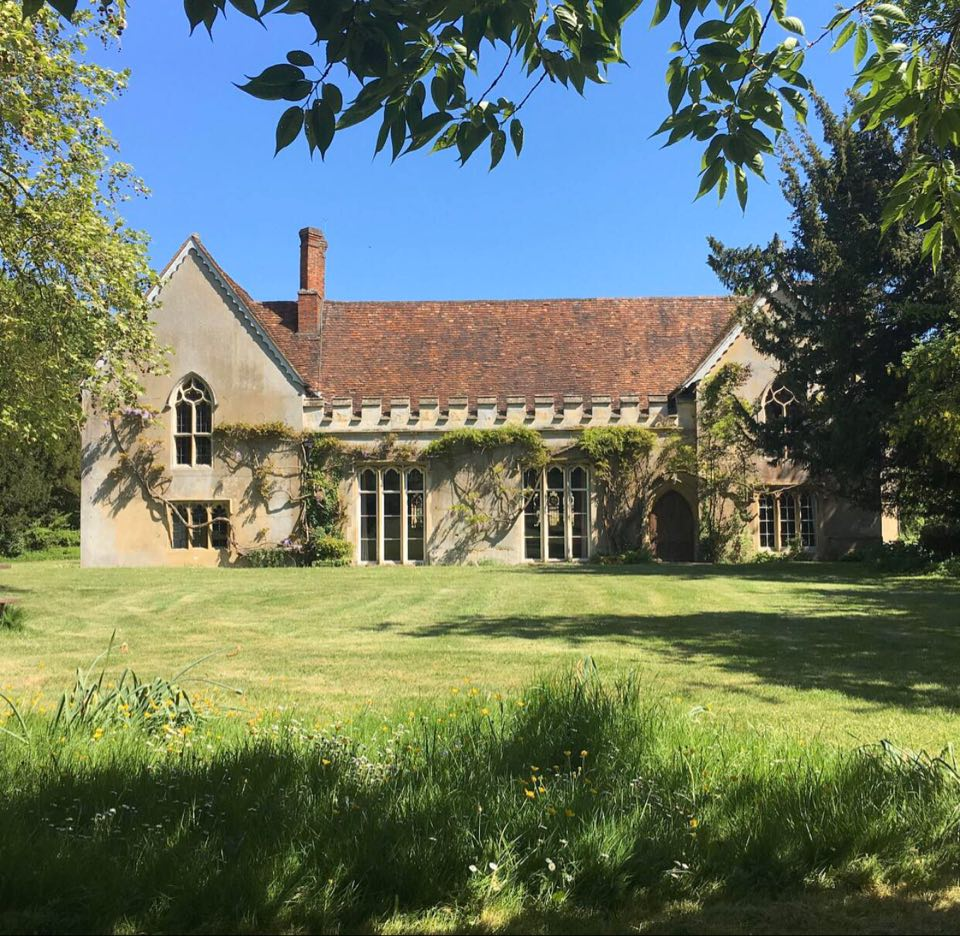
잉글랜드 중세 저택의 "교과서" 사례로 간주되는 The Abbey, Sutton Courtenay

매너하우스(Manor house)는 역사적으로 대영주의 주요 거주지이다. 저택은 유럽 봉건 제도에서 장원의 행정 중심지를 형성하였으며, 그레이트 홀에서 영주의 장원 재판소, 영지 세입자와의 공동식사 및 대연회가 열렸다. 이 용어는 오늘날 여러 컨트리 하우스에 느슨하게 적용되며, 이전에는 랜디드 젠트리가 거주했던 중세 후기부터 자주 거슬러 올라간다.
매너하우스는 때때로 요새화되었는데, 방어용보다는 과시용으로 만들어진 것이 대부분이었다. 매너하우스는 봉건제가 존재하는 대부분의 유럽 국가에 존재했으며 때로는 성, 궁전, 저택 등으로 알려졌다.

## 기능
대영주는 한 카운티 내에서 여러 재산을 소유했을 수 있는데, 예를 들어 봉건 남작의 경우 왕국 전체에 퍼져 있으며 가끔 방문할 때만 사용하였다. 그럼에도 불구하고, 장원의 사업은 집행관과 같은 장원 공무원을 임명하고 세입자에게 카피 홀드 임대를 부여하고 영지 세입자 간의 분쟁을 해결하고 일반적으로 사법을 집행하는 정규 장원 재판소의 지휘와 통제를 받아야 했다. 이러한 목적을 위해 장원 내에는 일반적으로 그레이트 홀 형태의 크고 적절한 건물이 필요했으며, 영주를 위한 숙소를 형성하기 위해 대내실이 부착될 수 있다. 더구나 작은 저택의 농산물은 영주와 그의 대가족을 1년 동안 먹일 수 없기 때문에 각 저택에서 몇 달만 보내고 상점이 세워진 다른 저택으로 이동하였다. 이것은 또한 비워진 저택을 청소할 수 있는 기회를 주었는데, 특히 오물 구덩이가 있는 날이 중요했다. 따라서 그러한 비거주 영주는 그러한 문제에 대해 그들의 대리인으로 행동하고 그의 다른 영지 재산의 영지 법원을 주재할 궁내관 또는 선원을 임명해야 했다. 매일의 행정은 영국에서 집행관 또는 리브(reeve)라고 불리는 각 저택의 권한을 가진 상주 관리에 의해 수행되었다.

## 역사

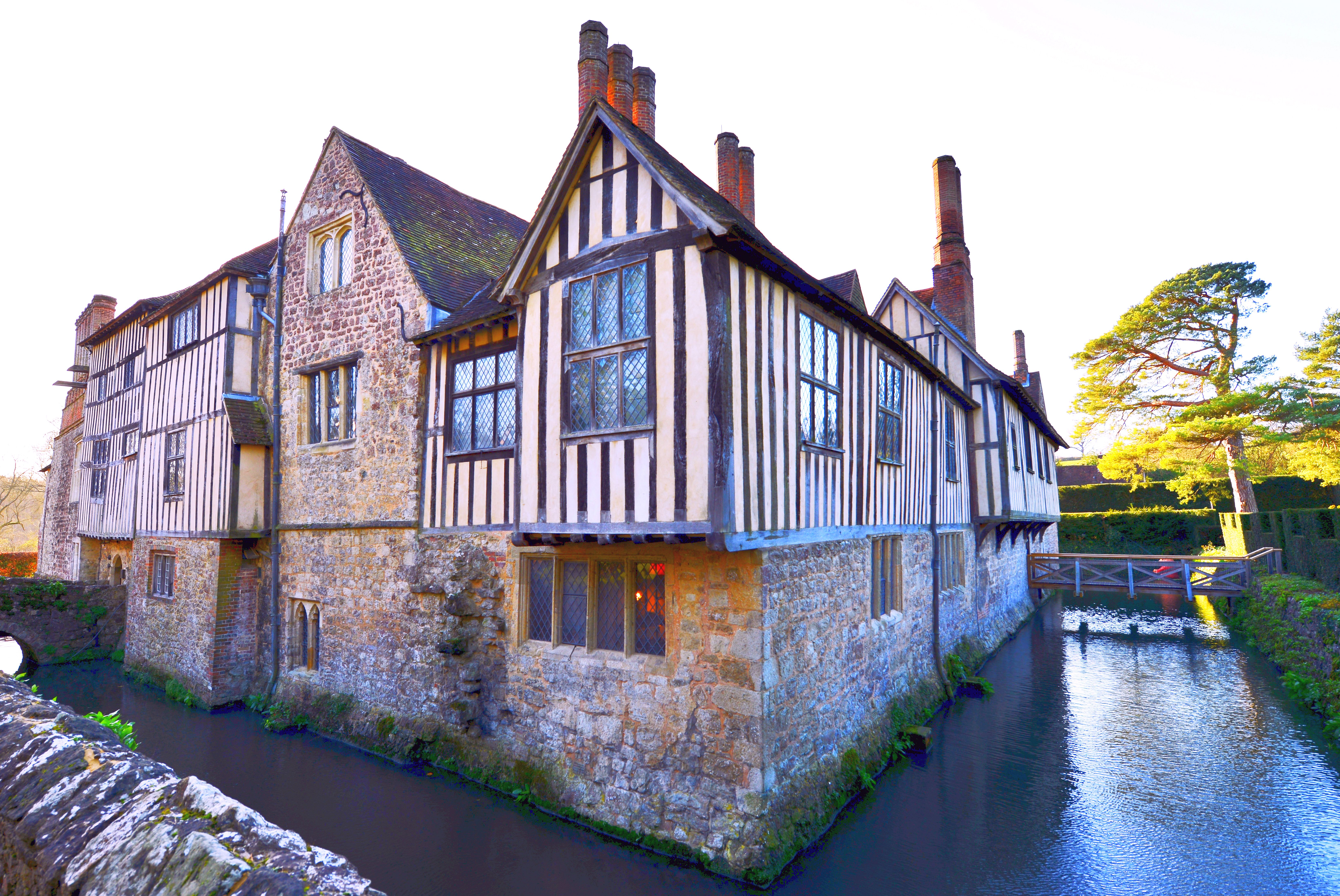
Ightham Mote, 잉글랜드 켄트에 위치한 14세기 해자 저택

약 1600년 이전에는 일반적으로 진정한 방어 목적을 위해 더 큰 주택이 요새화되었지만 왕국이 장미 전쟁 이후 내부적으로 점점 더 안정기에 접어듬에 따라 소유자의 가치가 있는 지위를 반영하는 왕실 면허증을 받는 양상으로 강화되었다. 튜더 시대(16세기)에는 1521년경 서리주의 서튼궁과 같은 최초의 요새화되지 않은 대저택이 세워졌다. 헨리 8세 왕의 수도원이 해체됨에 따라 왕이 가장 좋아하는 사람들에게 이전 수도원 건물이 많이 팔렸고, 그 후 개인 별장으로 개조되었다.
엘리자베스 1세(1558 ~ 1603)의 치세 후반기부터, 그리고 후계자인 제임스 1세(1603 ~ 1625)에 의해 단순한 석공이나 건축업자가 아닌 건축가가 설계한 최초의 맨션이 등장하기 시작하였다. 버글리 하우스, 론릿 하우스 및 해필드 하우스와 같은 주택들은 이시기에 가장 잘 알려진 주택 중 하나이며 오늘날 영국의 컨트리 하우스들을 대표한다.

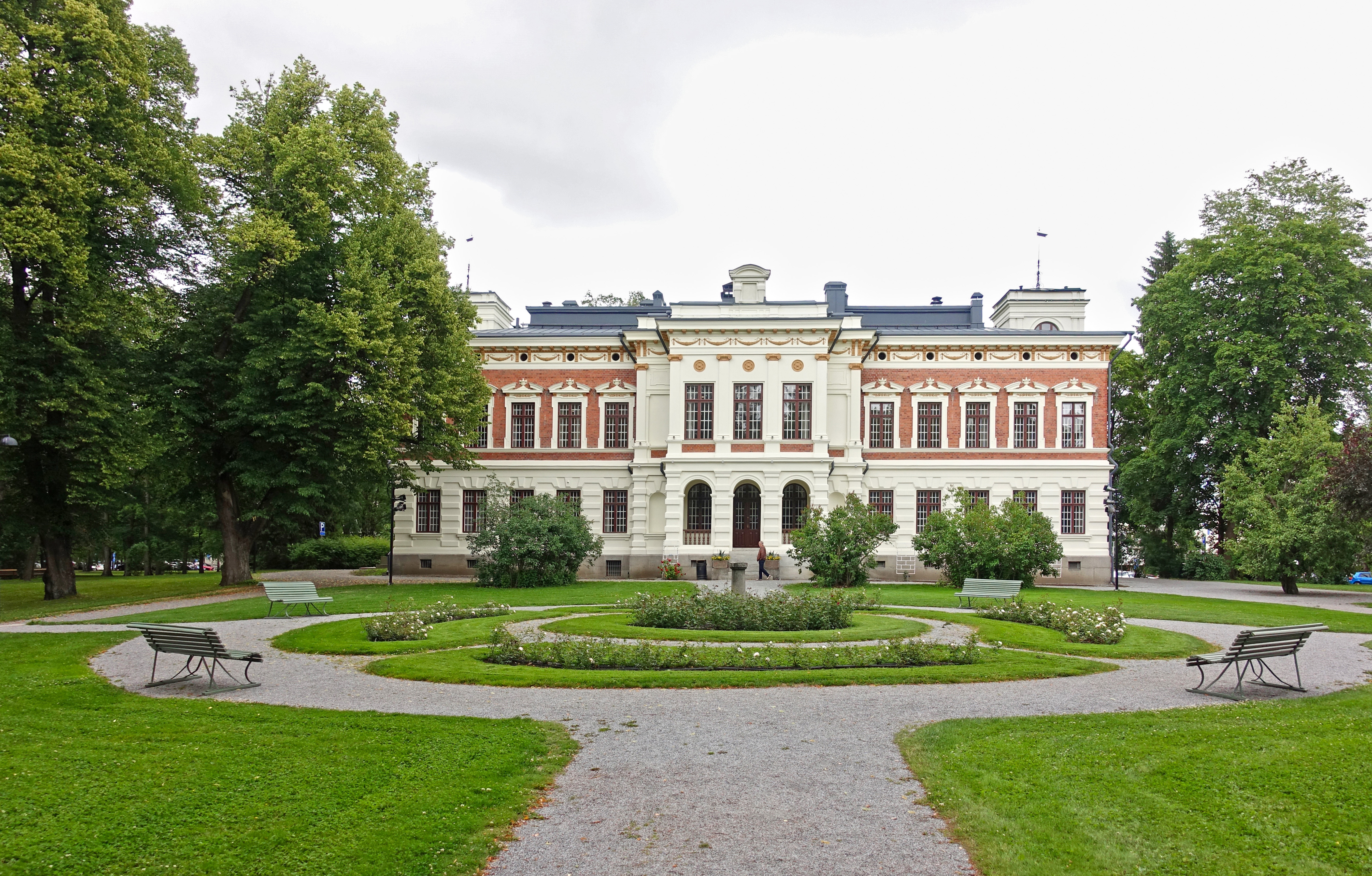
핀란드 탐페레에 있는 하탄파 저택의 19세기 본관

거의 모든 대형 중세 저택에는 사슴 공원이 인접해 있으며, 주로 사슴고기 같은 음식을 저장하는 역할을 하는 왕실 면허증이 있다. 이 허가받은 공원 내에서 사슴은 먹이와 유흥이 필요한 대규모 여행 수행원을 포함한 왕족이나 이웃 토지 소유자나 다른 사람에 의해 사냥될 수 없었다. 16세기에 많은 대영주들은 종종 대성당 옆과 마을 근처 또는 마을에 위치한 고대 영주의 집에서 거주지를 옮기고 인접한 고대 사슴 공원의 벽 안에 새로운 매너하우스를 지었으며, 그로 인해 그들에게 더 많은 프라이버시와 공간을 제공했다.

## 건축물

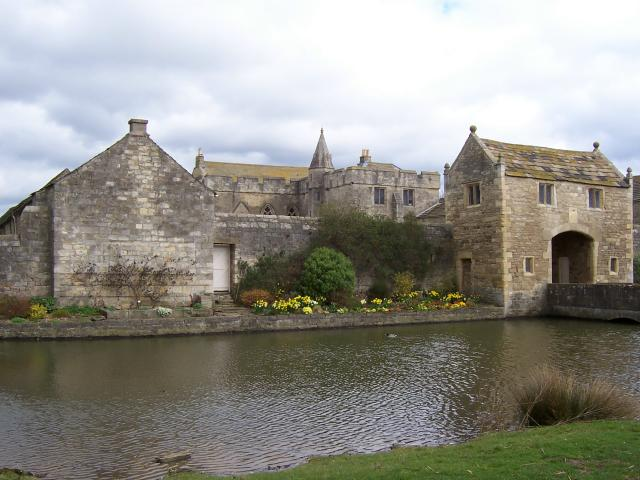
해자와 누대가 있는 14세기 저택인 노스 요크셔의 마켄 필드 홀

일반적으로 성처럼 강력한 요새로 지어지지는 않았지만, 많은 저택이 요새화되어 왕실 면허가 필요했다. 그들은 종종 농업용 건물도 포함하는 벽이나 도랑으로 둘러싸여 있었다. 경찰이 나오기 며칠 전 강도와 도둑의 강도 집단에 대한 방어를 마련하기 위해서, 종종 도개교가 있는 해자, 성문과 망루를 갖추고 있었지만 성에 대해서는 아성, 대형 타워 또는 포위 공격을 견딜 수 있도록 높은 커튼 벽이 설계되었다. 매너하우스의 주요 특징은 봉건전쟁의 완화로 더 평화로운 가정 생활을 가능하게 하여 보조 아파트가 추가된 그레이트 홀이었다.
16세기 초에 매너하우스와 작은 성들은 시골 신사들의 거주지의 특성과 편의 시설을 얻기 시작했고, 1521년경 서리주에 있는 서튼궁과 같은 많은 방어 요소가 생략되었다. 16세기 후반의 르네상스 프랑스 소형 샤토의 많은 부분과 잉글랜드의 엘리자베탄과 자코뱅 스타일의 수많은 컨트리 하우스들이 만들어졌다.

## 같이 보기
- 장원
- 맨션
- 펠레 타워와 바슬하우스
- 성형 요새
- 타워 하우스
- 영국과 아일랜드의 타워하우스
- 타운하우스
- 별장